# Garanhunsa pectanalis
Garanhunsa pectanalis is een hooiwagen uit de familie Zalmoxioidae.